# Великий Виселок
Вели́кий Ви́селок —  село в Україні, у Дворічанській селищній громаді Куп'янського району Харківської області. Населення становить 344 осіб. До 2020 орган місцевого самоврядування — Новоєгорівська сільська рада.

## Географія
Село Великий Виселок знаходиться за 3 км від села Петрівське і за 6 км від села Новоєгорівка.

## Історія
1725 — дата заснування.
7 (20) листопада 1917 року, відповідно до.Третього Універсалу Української Центральної Ради, увійшло до складу Української Народної Республіки.
12 червня 2020 року, відповідно до Розпорядження Кабінету Міністрів України  № 725-р «Про визначення адміністративних центрів та затвердження територій територіальних громад Харківської області», увійшло до складу Дворічанської селищної громади.
19 липня 2020 року, в результаті адміністративно - територіальної реформи та ліквідації Дворічанського району, село увійшло до складу Куп'янського району Харківської області.
Село тимчасово окуповане російськими військами 24 лютого 2022 року.

## Економіка
- В селі є молочно-товарна ферма.
- «Виселок», сільськогосподарське ПП.

## Об'єкти соціальної сфери
- Дитячий садок.
- Клуб.